# Lagria
Lagria es un género de escarabajos.

## Especies
- Lagria atripes Mulsant et Guillebeau, 1855
- Lagria glabrata Olivier, 1792
- Lagria grenieri Brisout de Barneville, 1867
- Lagria hirta (Linnaeus, 1758)
- Lagria lata Fabricius, 1801
- Lagria rubida Graells, 1855
- Lagria cuprina Thomson, 1858
- Lagria rufipennis Marseul, 1876
- Lagria villosa (Fabricius, 1781)
- Lagria vulnerata (Fåhraeus 1870)